# Забавы простолюдина
«Забавы простолюди́на» — российская музыкальная группа из Пскова, существовавшая с 1992 по 2006 г.

Музыка группы представляла собой эклектичную смесь из инди-рока, фолка, альтернативного рока, ска, эстрады, арт-панка, постпанка и авангарда.
«Группа «Забавы простолюдина» была мало на кого похожа, хотя попытки сравнения делались («АукцЫон», «Химера», «Не ждали», «Вопли Видоплясова»). Не обошлось и без влияния no wave — бескомпромиссного музыкального течения, рождённого в конце семидесятых годов в Нью-Йорке». — «Псковская губерния»
В крайне своеобразной лирике Романа Ефимова, лидера группы, можно найти черты поэзии Серебряного века (Хлебников, Есенин) и обэриутов (Введенский, Хармс).
««ЗП» — это абстрактные тексты и не менее абстрактная музыка с неожиданными поворотами. Сгустки слов. Выкрики, бормотания. Слова-заклинания, слова-причитания. Фактически, детский лепет».  — «Псковская губерния»
Группу в 1992 г. основали двое псковичей: Роман Ефимов (гитара, вокал) (род. 1968) и Николай Алексеев (гитара, вокал). Со временем к ним присоединились Владимир Емельянов (бас-гитара) и Алексей Седов (гитара, горн). Первый квартирный концерт в таком составе состоялся зимой 1992—1993 г. В 1993 г. Николай Алексеев покинул группу. Поначалу группа играла без барабанщика, под драм-машину, о чем свидетельствует записанное в 1995 году демо.
«Раннее творчество было такое лёгкое, романтичное: «Козы-стрекозы-орлы-куропатки», «Я иду по дороге по Военно-Грузинской», «Когда цветут цветы в голове», «Причуда», «Детский дом». — Из книги «Забавы простолюдина. Непрочитанная повесть про бегущих с корабля» 
Позже в 1995 г. к группе присоединился барабанщик Андрей Слюсарь, а через некоторое время — Павел Шеволдаев (валторна, бэк-вокал) и Ольга Шеволдаева (аккордеон, бэк-вокал). В этом составе «Забавы простолюдина» дали несколько концертов в Санкт-Петербурге: один в клубе «Гора» и два-три концерта в клубе TaMtAm, где они познакомились с Владимиром Матушкиным из Markscheider Kunst. После очередного концерта в группе остались только её основатели.
К 1996 г. относятся акустические сессии в ДК Железнодорожников, сохранённые и опубликованные в интернете Владимиром Матушкиным, в которых он сам принимал участие как гитарист.
В том же году к группе примкнули три музыканта помоложе: Александр Абрамов (гитара), Николай Яковлев (бас-гитара) и Александр Кожевин (ударные).
К 1996 г. относится и сессия в электрическом составе в ДК «Молодёжный». Матушкин по-прежнему помогает группе, теперь уже в роли звукооператора. Также в роли звукооператора задействован и ударник группы Markscheider Kunst Сергей Егоров.
С этого момента «Забавы простолюдина» начинают активно репетировать и выступать, становясь к 1997 г. одной из самых популярных и любимых команд в Пскове, о чем свидетельствуют победы на ежегодном конкурсе рок-музыкантов «Псковская весна». Время от времени группа выезжает с концертами в Новгород и Санкт-Петербург. В 1997 на 5-м канале (Петербургское телевидение) про «Забавы простолюдина» вышел выпуск передачи «Белая полоса» (режиссер Наталья Крусанова).

Период 1997—2000 гг. — самый богатый в творческом плане. За эти годы группа успела записаться дважды на петербургских студиях. Первый раз — в 1998 г. на студии Андрея Тропилло «АнТроп», где, помимо основного состава, приняли участие Всеволод Гаккель (виолончель), Сергей Егоров (клавишные), Антон Горошников (труба) и Владимир Матушкин (гитара). Часть из 18 записанных песен всплывет в 2002 г. на сплит-кассете с Tribal под названием «В бесконечность и выше», которую выпустит лейбл рок-магазина «Караван».
«C группой «Забавы простолюдина» меня познакомил Вова Матушкин из «Маркшейдеров». Рома <Ефимов> обладал <…> этим качеством достоверности. И я мгновенно откликнулся <…> и принял предложение сыграть в нескольких песнях на записи.» — Всеволод Гаккель 
Второй раз — небольшая сессия 2000 г. на студии «Добролёт» (звукорежиссер — Андрей Алякринский). Было записано 3 трека, один из которых («Волк») позже войдет в сборник, изданный журналом Fuzz -  FUZZbox Vol. 11 (2000). Песни «Никогда» и «Доктор» значительным образом отличаются по аранжировке от вариантов, записанных в Пскове и на «АнТропе».
В 2006 г. после смены бас-гитариста (зимой 2003—2004 гг. место Николая Яковлева занял Сергей Буренков) группа обнародовала на своей странице MySpace некие, по словам Романа Ефимова,  «эскизики», ставшие результатом новых студийных экспериментов.
Один из треков (Omniguider) в  2008 г. в несколько ином миксе вошел в сборник «T.I.R. 5-летка».

Клуб T.I.R. был основан Романом Ефимовым в 2003 г. Группа неоднократно выступала там в 2005—2006 гг.
«T.I.R. — «транснациональные дороги» ведь, а мы изначально такую задачу ставили: поднять культурный уровень Пскова посредством проезда, провоза через наш город, через наш клуб всей этой современной культуры. И так и получается ведь: «Монгол Шуудан» у нас были проездом, «АукцЫон» проездом. Всё соответствует – «Транс Интернешнл Роуд». — Роман Ефимов.
На протяжении всего существования группы вокруг Романа Ефимова сплотилось неформальное творческое объединение художников, музыкантов, реставраторов. Все участники группы так или иначе участвовали в проектах по реставрации и строительству зданий и помещений, организуемых Ефимовым и его женой Стеллой. Так, группа несколько лет занималась восстановлением дома-квартиры Ю. Н. Тынянова, параллельно используя здание дом как репетиционную точку.
«В отличие от тех же Markscheider Kunst, музыканты группы никогда не собирались жить одной музыкой и только ради музыки. У каждого — семья, работа (все, кстати, связаны со строительством). — «Псковская губерния»  
К 2006 г. относятся и последние попытки записать что-то всей группой. Роман Ефимов и Александр Абрамов какое-то время выступали в T.I.R. с акустической программой (под названием «ЗП lights»). Последние концерты Роман играл сольно. Немалая часть песен так никогда и не была записана студийно, но сохранились бутлеги, большинство из которых опубликованы фанатами в паблике ВКонтакте.
«Леонардо да Винчи часто не спешил заканчивать свои картины. Он мог вновь вернуться к законченной работе и нанести еще пару мазков. Некоторые полотна делались им годами, но так и остались незаконченными. Так и «Забавы» работали над сочинением и совершенствованием своих песен. Все их аранжировки и тексты — это works in progress: принципиально незавершаемые произведения. Не потому ли Роман и компания так и не сподобились выпустить ни один альбом за целых 15 лет своей истории?» — Colta.ru 
В 2016 г. группа «Полюса» записала кавер на песню «Забав простолюдина» — «Зачем зачем». Песня вошла в альбом «Невесомые».
В ноябре 2018 года вышла книга «Забавы простолюдина». Непрочитанная повесть про бегущих с корабля», написанная Сергеем Тюриным (Сергием Черепихо), которая включила в себя историю группы, интервью, сборник стихов Романа Ефимова и дискографию.

## Состав
- Роман Ефимов — вокал, гитара, (с 1992)
- Николай Алексеев — гитара (с 1992 по 1993)
- Алексей Седов — гитара, горн, спецэффекты (с 1992)
- Владимир Емельянов — бас-гитара (с 1992 по 1995)
- Андрей «Дюша» Слюсарь — барабаны (1995)
- Павел Шеволдаев — валторна, бэк-вокал (1995)
- Ольга Шеволдаева — аккордеон (1995)
- Денис Лукин — барабаны (1996)
- Александр Абрамов — гитара (с 1996)
- Николай Яковлев — бас-гитара (с 1996 по 2003)
- Александр Кожевин — барабаны, бэк-вокал (с 1996)
- Сергей Буренков — бас-гитара (с 2003 по 2006)

### Также принимали участие
- Владимир Матушкин — гитара (1996, 1998)
- Всеволод Гаккель — виолончель (1998)
- Антон Горошников — труба (1998)
- Алексей Мамонов — барабаны (2005-2006)

## Сохранившиеся аудиозаписи

### Релизы
- В бесконечность и выше (сплит с Tribal, Caravan Records) (2002)
- Моя Жизнь (LP) (2022)

### Демозаписи
- Первое демо (Псков) (1994)
- Запись в ДК Железнодорожников (Псков)  (1996)
- Запись в ДК «Молодёжный» (Псков)  (1996)
- Запись на студии «АнТроп» (СПб)  (1998)
- Запись на студии «Добролёт» (СПб)  (2000)
- Демо на балконе (СПб)  (2005)
- Домашние записи (Псков/СПб, опубликованы на MySpace) (2006)